# Тростянка (приток Киры)
Тростянка (Нидрупите или Ниедрупите; латыш. Nidrupīte, Niedrupīte) — река в Латвии и России. В России протекает по Пыталовскому району Псковской области. Устье реки находится в 25 км по правому берегу реки Кира. Длина реки составляет 22 км, площадь водосборного бассейна 80,5 км².
На протяжении примерно 4 км является пограничной рекой между Россией и Латвией.

## Данные водного реестра
По данным государственного водного реестра России относится к Балтийскому бассейновому округу, водохозяйственный участок реки — Великая. Относится к речному бассейну реки Нарва (российская часть бассейна).
Код объекта в государственном водном реестре — 01030000212102000028914.